# Prepona camilla
Prepona camilla är en fjärilsart som beskrevs av Frederick DuCane Godman och Osbert Salvin 1884. Prepona camilla ingår i släktet Prepona och familjen praktfjärilar. Inga underarter finns listade i Catalogue of Life.